# Totem (périodique)
Pour les articles homonymes, voir totem.
Totem première série est une revue de l'éditeur de petit format Aventures & Voyages. 49 numéros en sont édités d'avril 1956 à mai 1960, avant que la revue Kris le Shérif la remplace. 

## Les Séries
- Baby Hercule
- Captain James (Roger Lécureux & Lucien Nortier, Paul Brisson)
- Jim reporter
- Kis
- Kocis (Antonio Chiomenti & Enzo Chiomenti)
- Le petit capitaine
- Le petit prince (A. Kalistrate puis Carlo Cossio)
- Marco Polo (Jean Ollivier & Enzo Chiomenti)
- Mousqueton (Rémy Bourles)
- Robin des Bois
- Rocky Lane
- Roy Dallas (Mario Cubbino)
- Tim Pastille

## Totem2esérie
66 numéros d'août 1970 à novembre 1986.

### Les séries
- Bang Bang Sam (Vicar) : no 18
- Capt'ain Vir-de-Bor (Eugène Gire puis Michel-Paul Giroud) : no 42
- Captain Yock : no 3 à 5.
- Casey O'Casey (Warren Tufts) : no 39 à 52.
- Chat Sauvage : no 12 à 19.
- Colorado Jones (Mike Western) : no 34 à 36.
- Giddap Joe (Ivo Pavone) : no 64
- Gringo (Manuel Medina & Carlos Giménez, Renato Polese) : no 1 à 14, 17 à 44.
- Hors-la-Loi : no 52 à 61.
- Jim le solitaire (Pietro Muriana) : no 9, 10, 49, 50.
- Killroy (Carlos Albiac et Carlos Casalla) : no 20, 21, 26.
- La bande à Zozo (Leo Baxendale) : no 19, 25
- La diligence fantôme : no 37, 38.
- Les compagnons de la Pony (G. Caratelli et Renato Polese) : no 31 à 33.
- Marksman (Stan Lynde) : no 58 à 66.
- Nic reporter (Pierre Castex et Lina Buffolente) : no 65, 66.
- Reno Kid (Lina Buffolente, Hansrudi Wäscher, Guirado etc.) : no 1 à 51, 53 à 58.
- Steve Joker (A. Musso, Antonio Mancuso, Bosh Penalva) : no 53 à 66.
- Tex le cow-boy (Fred Baker et Douglas Maxted) : no 45 à 50.
- Tony Shériff : no 22 à 30.
- Uncas : no 63
- Yankee (Michel Paul Giroud) : no 16